# Ленка Масна
Ленка Масна (Нови Јичин , 22. април 1985) је чешка атлетичарка специјалиста за трчање на 800 м. светска првакиња и државна рекордерка на отвореном и у дворани.
Таљкмичила се такмичила на Светском првенству 2009. и Светском првенству у дворани 2010. и 2012. године и Олимпијским играма 2012. без пласмана у финале. После тога успела се пласирати у финале Светском првенству на отвореном 2013. и Светском првенству на отвореном 2014... У полуфиналу Светског првенства 2013. у Москви поставила је свој лични рекорд 1:59,56.

## Значајнији резултати
| Год.  | Такмичење                    | Место                        | Плас. | Дисциплина | Рез.    | Бел.                |
| Чешка | Чешка                        | Чешка                        | Чешка | Чешка      | Чешка   | Чешка               |
| ----- | ---------------------------- | ---------------------------- | ----- | ---------- | ------- | ------------------- |
| 2007. | Европско првенство У-23      | Дебрецин, Мађарска           | 8.    | 800 м      | 2:04,17 |                     |
| 2009. | Светско првенство            | Берлин, Немачка              | 20.   | 800 м      | 2:02,55 |                     |
| 2010. | Светско првенство у дворани  | Доха, Катар                  | 7.    | 800 м      | 2:03.59 |                     |
| 2010. | Европско првенство           | Барселона, Шпанија           | 6.    | 800 м      | 1:59,91 |                     |
| 2011  | Европско првенсво у дворани  | Париз, Француска             | 14.   | 800 м      | 2:06,65 |                     |
| 2012. | Светско првенство у дворани  | Истанбул, Турска             | 8.    | 800 м      | 2:03.08 |                     |
| 2012. | Европско првенство           | Хелсинки, Финска             | 16.   | 800 м      | 2:05,75 |                     |
| 2012. | Олимпијске игре              | Лондон, Уједињено Краљевство | 28.   | 800 м      | 2:08,68 |                     |
| 2013. | Европско првенство у дворани | Гетеборг, Шведска            | 9.    | 800 м      | 2:03,40 |                     |
| 2013. | Европско првенство у дворани | Гетеборг, Шведска            | 3     | 4 × 400 м  | 3:28,49 | x 400 м финале      |
| 2013. | Светско првенство            | Москва, Русија               | 8.    | 800 м      | 2:09,59 |                     |
| 2014. | Светско првенство у дворани  | Сопот, Пољска                | 5.    | 800 м      | 2:02,46 |                     |
| 2014. | Европско првенство           | Цирих, Швајцарска            | 9.    | 800 м      | 2:01,80 |                     |
| 2015. | Европско првентсво у дворани | Праг, Чешка                  | 11.   | 800 м      | 2:10,36 | м жене полуфинале 2 |
| 2017. | Европско првенство у дворани | Београд, Србија              | 13.   | 800 м      | 2:05,64 |                     |

## Лични рекорди
| Дисциплина | Дисциплина   | Резултат | Место  | Датум            |
| ---------- | ------------ | -------- | ------ | ---------------- |
| 800 м      | На отвореном | 1:59,56  | Москва | 16. август 2013. |
| 800 м      | У дворани    | 2:01,25  | Сопот  | 7. март 2014.    |